# Villa Maraini-Guerrieri Gonzaga
Villa Maraini-Guerrieri Gonzaga è uno storico edificio di Palidano, frazione del comune di Gonzaga, in provincia di Mantova.
Costruita nel 1746 quale luogo di villeggiatura dei conti Zanardi, la villa è immersa in un parco secolare di faggi e platani ed è affiancata da un grande fienile, da scuderie e da una cappella privata. La villa è passata in proprietà ai Guerrieri Gonzaga, quindi ai conti Maraini e nel 1998 fu acquisita da una società immobiliare che avviò un intervento di restauro, conclusosi nel 2008.
L'edificio maestoso è a pianta rettangolare su due piani è composto da un edificio principale e torre campanaria e da un'ala secondaria, con ingressi posti sui lati lunghi e comunicanti con un grande giardino. Al primo piano è situata la sala d'onore, distinguibile all'esterno per la presenza di una torretta.
La villa è stata destinata a struttura ricettiva turistica.

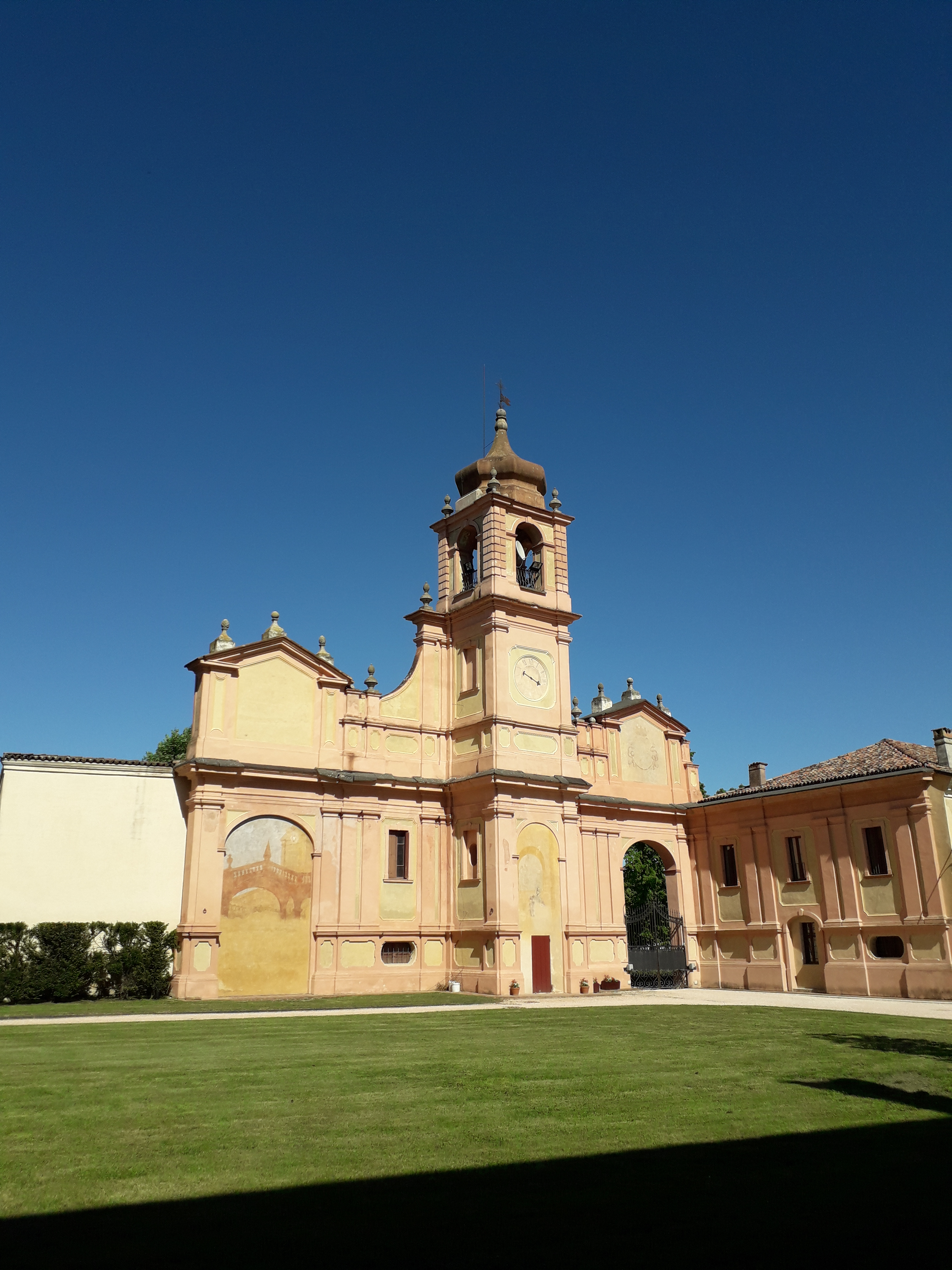
Villa Maraini-Guerrieri-Gonzaga
Stemma Guerrieri Gonzaga
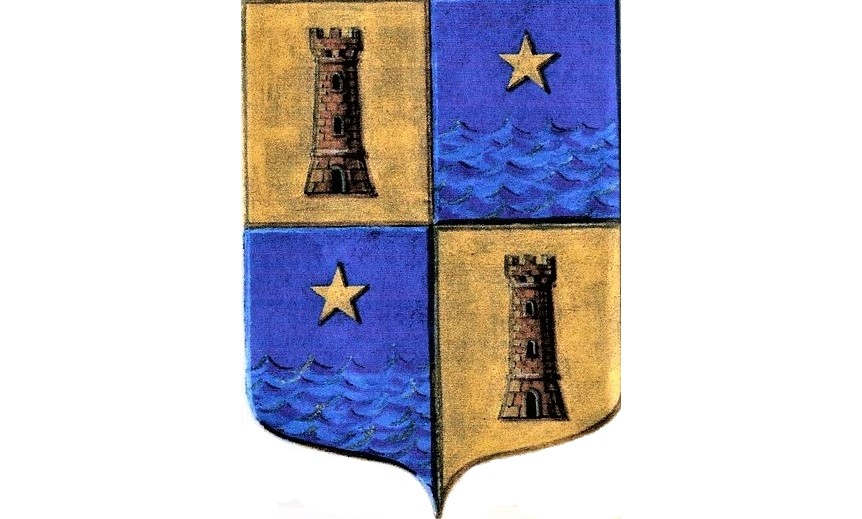
Stemma dei conti Maraini